# کیرسیکاپوئیستو
پارک درخت گیلاس به فنلاندی کیرسیکّاپوئیستو (فنلاندی: Kirsikkapuisto, سوئدی: Körsbärsträdsparken) یک پارک تازه تأسیس است که با حمایت مالی ژاپنی‌های مقیم هلسینکی در سال ۲۰۰۷ در منطقه رویهو ووئوری هلسینکی افتتاح شد این پارک به‌طور رسمی بخشی از منطقه سبز رویهو ووئوری است.
در این پارک حدود ۱۵۰ درخت گیلاس وجود دارد و در بهار هنگام شکوفه درختان جشن هانامی در این مکان توسط ژاپنی‌ها برگزار می‌شود.

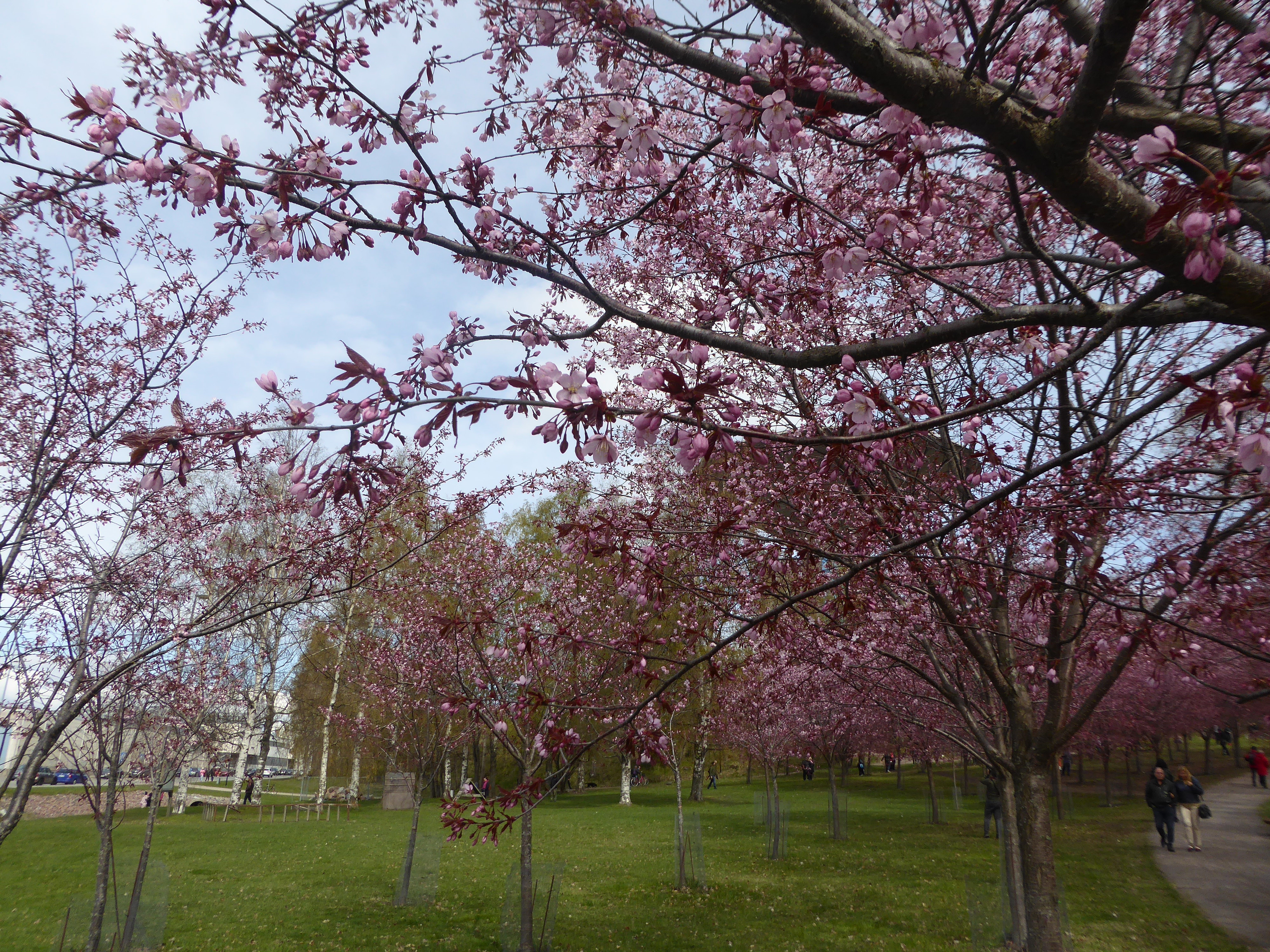
نمایی از پارک کیرسیکاپوئیستو در می ۲۰۱۹